# 帝姬
帝姬為北宋宋徽宗朝皇女的封号。蔡京、蔡卞當國，遏絕史學，故無有知周事者。政和三年起，禁龍、天、君、玉、帝、上、聖、皇、主等字，如寺主改曰管勾院門等，宣和七年七月陸續罷之。公主改帝姬為一系列避諱舉措之一，熙寧初由王安石人倡議，蔡氏落實此方案。
政和三年（1113年）因蔡京上奏，宋廷應仿照周朝“王姬”位號，改帝女“公主”為“帝姬”。帝姬一號存續約十年，而時人認為此號與「帝飢」同音，引為不吉，依然稱公主。後靖康之難，宋高宗南渡，於建炎元年（1127年）復舊制。

## 帝姬制度
- 帝女“公主”改“帝姬”
  - 另加賜美名二字為“帝姬”封號
- 帝姊妹“長公主”改“長帝姬”
  - 另加赐美名二字為“長帝姬”封號
- 帝姑母“大長公主”改“大長帝姬”
  - 另加赐美名二字為“大長帝姬”封號
- 帝姑祖母亦封大長帝姬，為與帝姑母有所區別，雖仍封大長帝姬，但改以四字美名為封號
  - 另改郡主為宗姬，縣主為族姬。

## 其他
- 在越南，帝姬一詞是作為皇女別稱，如《慈恩寺碑銘并序》就稱陳藝宗之女紹寧公主為帝姬。[3]

- 周宣帝自稱天元皇帝，不聽人有天、高、上、大之稱，官名有犯，皆改之。諸姓高者改為姜，九族稱高祖者為長祖，曾祖為次長祖。官稱名位，凡謂上及大者，改為長，有天者，亦改之。北周宣帝在位只有一年，禪位後隔年去世。